# Madame Angots dotter

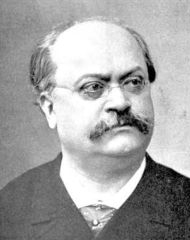
Charles Lecocq

Madame Angots dotter (Franska: La Fille de Madame Angot) är en opéra comique i tre akter med musik av Charles Lecocq och libretto av Louis-François Clairville, Paul Siraudin och Victor Koning. Den hade premiär i Bryssel på Théâtre des Fantaisies-Parisiennes den 4 december 1872 och blev snabbt en succé även i Paris, London, New York och övriga Europa. Tillsammans med Robert Planquettes Cornevilles klockor var Madame Angots dotter det mest lyckade verket på den fransktalande teaterscenen under de tre sista decennierna av 1800-talet, och utklassade sådana kända internationella succéer såsom H.M.S. Pinafore och Läderlappen.
Operetten handlar om den unga parisiska floristen Clairettes kärleksäventyr. Hon är förlovad med en man men förälskad i en annan och tvingas strida mot en rikare och mer mäktig rival om den senares känslor. Till skillnad från flera andra vågade franska komiska operetter från samma tid visade sig handlingen i Madame Angots dotter lämplig för export till mer konservativa länder utan att verket behövde censureras eller skrivas om, och Lecocqs musik hälsades med stor entusiasm där den spelades.
Trots att få av Lecocqs andra verk har behållit en plats på repertoaren uppförs Madame Angots dotter fortfarande då och då.

## Bakgrund
Under det andra franska kejsardömet hade Jacques Offenbach dominerat den komiska operan i Frankrike och Lecocq hade kämpat för att nå berömmelse. Nederlaget i Fransk-tyska kriget 1870 ledde till kejsardömets undergång och Offenbach, som hos den franska publiken var intimt förknippad med eran, förlorade i popularitet och gick i exil. Lecocqs uppgång sammanföll sålunda med Offenbachs tillfälliga nedgång. Innan kriget hade hans enda bestående succé varit Teblomman, en treakts opéra bouffe från 1868. Efter att ha flyttat till Bryssel vid krigets utbrott hade Lecocq två succéer på rad där. Den första, operetten Hundra jungfrur (Les Cent Vierges), spelades i månader på Théâtre des Fantaisies-Parisiennes; med uppsättningar i Paris, London, New York, Wien och Berlin. Succén ledde till att Bryssels operachef Eugène Humbert beställde ett nytt verk av Lecocq.
Troligtvis efter förslag från Humbertlät Lecocqs librettiser stycket utspelas under Direktoriet i Paris under den senare delen av franska revolutionen, en ovanlig spelplats för en komisk operett. Karaktärerna, mestadels påhittade, innehade element från riktiga personer från den revolutionära perioden. Regimen leddes Paul Barras, som inte förekommer i operetten utan endast förekommer utanför scenen. Mademoiselle Lange var en berömd aktris och aktiv motståndare till regimen, men det finns inga belägg för att hon var älskarinna till Barras som hon är i operetten. Det fanns en verklig aktivist vid namn Ange Pitou (som förekommer i en roman av Alexandre Dumas den äldre), men han hade ingen koppling till Mlle. Lange. De svarta kragarna, som används av konspiratörerna i operetten, är en referens till en sång av den historiske Pitou, "Les collets noirs". Hjältinnans moder, Madame Angot är fiktiv men var inget påhitt av librettisterna utan var en allmän karaktär i scenverk från den tiden.

## Premiär
Operetten hade premiär den 4 december 1872 på Fantaisies-Parisiennes och spelades mer än 500 gånger. I Paris, där den sattes upp den 21 februari 1873 på Théâtre des Folies-Dramatiques, gavs den 411 gånger, och slog kassarekord. Produktioner följde snabbt på franska teatrar: inom ett år efter premiären i Paris spelades verket i 103 fransk byar och städer.

### Svensk premiär
Den svenska premiären ägde rum den 28 oktober 1939 på Kungliga Operan i Stockholm där den spelades 13 gånger. Regissör var Ragnar Hyltén-Cavallius, koreograf var Julian Algo och kostymerna var gjorda av Sven Erik Skawonius. Den talade dialogen var reviderad av Kar de Mumma och sångtexterna var översatta av Alf Henrikson och Ragnar Hyltén-Cavallius. I tredje aktens balettdivertissement dansade Maria Sylvan och Otto Toresen (Gavotte), Elly Holmberg (Exotique), samt Brita Appelgren och Teddy Rhodin (Herdespelet).

## Mottagande
Kurt Gänzl skriver att tillsammans med Robert Planquettes Cornevilles klockorvar Madame Angots dotter den "mest lyckade uppsättningen på den fransktalande musikscenen" under de tre sista decennierna under 1800-talet. Han tillägger "Även sådana stycken som  H.M.S. Pinafore och Läderlappen, enormt stora succéer trots att de var på sina originalspråk, hade inte alls samma enorma internationella karriär som Lecocqs opéra-comique".
Recensenten i La Comédie skrev om originaluppsättningen i Bryssel: "Det var länge sedan vi såg ett bättre stycke på teaterscenen; det är intressant, perfekt anständigt och krispigt." Pariskorrespondenten för The Daily Telegraph kommenterade också om verkets anständighet och noterade att dess enorma succé hos en publik som var van vid bredare underhållning på Folies-Dramatiques var "den mest storartat möjliga hyllning till musikens intrikata skönhet". I Le Figaro rapporterade journalisten om "frenetiska bravorop" och otaliga omtagningar, samt prisade musiken: "en rad av minnesvärda sånger, livliga och lättlyssnade, och som säkert kommer att tilltala den franska publikens lata öron." Kritikern bedömde att Lecocqs musik närmade sig, men aldrig hemföll åt vulgaritet, och innehöll starka kontraster för verkets karaktärer och situationer. Han var tveksam till vissa av sångarna och noterade men höll inte med publikens entusiasm för de två primadonnorna.
I Wien prisade Eduard Hanslick musikens friskhet och gratulerade kompositören att ha ett ovanligt bra libretto att arbeta med. Han ansåg att Lecocq var underlägsen Offenbach vad gällde uppfinnesrikedom och originalitet, men överlägsen i musikalisk teknik. The Musical World prisade verkets "bravur och stil", men ansåg partituret mindre utvecklad i musikstil än Teblomman och Hundra jungfrur. The Athenaeum intog en annan ståndpunkt och ansåg stycket vara i sann anda hos den franska opéra comique, såsom den utfördes av Boieldieu, Hérold, Auber och Adam, snarare än den mindre raffinerade stilen hos Hervé och Offenbach.

## Nyuppsättningar och bearbetningar
Efter premiären sattes Madame Angots dotter upp regelbundet i Paris under 50 år. Bland de mer högprofilerade uppsättningarna märktes de på Éden-Théâtre (1888), Théâtre des Variétés (1889) och Théâtre de la Gaîté (1898). Verket upptogs slutligen i repertoaren på Opéra Comique under 1918–1919 års säsong, och förblev där ända fram till efter andra världskriget. En nyuppsättning kom till stånd 1984 i Paris på Théâtre du Châtelet. Operabase nämner en uppsättning på Odéon i Marseille 2018.
Humbert tog den lyckade uppsättningen från Bryssel och satte upp den i London i maj 1873. Detta sporrade till att göra engelska översättningar: tre olika uppsättningar spelade i London 1873, tre mer följande år och ytterligare fem 1875. Några av Storbritanniens ledande teaterpersoner var involverade: H. J. Byron, H. B. Farnie och Frank Desprez gjorde alla bearbetningar av texten och Londonstjärnorna Selina Dolaro, Emily Soldene, Harriet Everard, Fred Sullivan, Richard Temple och Pauline Rita deltog i en eller fler av uppsättningarna. Vid sekelskiftet hade de brittiska nyuppsättningarna blivit färre och den sista Londonuppsättningen som nämns av Gänzl och Lamb skedde på Drury Lane Theatre 1919 under Sir Thomas Beechams operasäsong.
I New York, liksom i London, spelades den första uppsättningen (augusti 1873) av ett franskt teatersällskap. En engelsk version följde inom några veckor. En annan fransk uppsättning sattes upp 187+ och den sista engelska uppsättningen som nämns av Gänzl och Lamb skedde i augusti 1890. Oscar Hammerstein I gjorde en uppsättning på franska på Manhattan Opera House som en del av en säsong med opéra comique 1909.
Översatta uppsättningar sattes upp i Tyskland (Friedrich-Wilhelmstädtisches Theater, Berlin, november 1873); Österrike (Carltheater, Wien, januari 1874); Australien (Opera House, Melbourne, september 1874); och Ungern (State Theatre, Kolozsvár, mars 1875). Stycket översattes också för uppsättningar på ryska, spanska, italienska, portugisiska, svenska, turkiska, polska, danska och tjeckiska.
Under 1900-talets sista decennier blev musiken i Madame Angots dotter bekant för publik i USA, Storbritannien och Australien genom en balett arrangerad av Léonide Massine. Den först balettversion gavs med titeln Mademoiselle Angot i New York 1943. Lecocqs musik arrangerades av Efrem Kurtz och Richard Mohaupt. Massine gjorde en ny version av verket för Sadler's Wells Ballet 1947 med titeln Mam'zelle Angot med musik arrangerad från Lecocqs original av Gordon Jacob. Handlingen i baletten följer den i operetten tämligen väl.

## Personer
| Roller                                                | Stämma      | Premiärbesättning 4 december 1872 Bryssel (Dirigent: Warnotz) | Premiärbesättning 28 oktober 1939 Stockholm (Dirigent: Kurt Bendix) |
| ----------------------------------------------------- | ----------- | ------------------------------------------------------------- | ------------------------------------------------------------------- |
| Mademoiselle Henriette Lange, aktris                  | mezzosopran | Marie Desclauzas                                              | Gertrud Pålson-Wettergren                                           |
| Clairette Angot, förlovad med Pomponnet               | sopran      | Pauline Luigini                                               | Benna Lemon-Brundin                                                 |
| Larivaudière, Barras vän, motståndare till Republiken | baryton     | Charlieu/Chambéry                                             | Leon Björker                                                        |
| Pomponnet, perukmakare till Mlle Lange                | tenor       | Alfred Jolly                                                  | Gösta Kjellertz                                                     |
| Ange Pitou, en poet, förälskad i Clairette            | tenor       | Mario Widmer                                                  | David Stockman                                                      |
| Louchard, vid hemliga polisen                         | bas         | Jacques Ernotte                                               | Folke Cembræus                                                      |
| Amarante, fiskmånglerska                              | mezzosopran | Jane Delorme                                                  | Göta Allard                                                         |
| Javotte, fiskmånglerska                               | mezzosopran | Giulietta Borghese (Juliette Euphrosine Bourgeois)            | Hildur Bodén                                                        |
| Thérèse, fiskmånglerska                               | Sopran      | Soras                                                         | Brita Häger                                                         |
| Hersillie, Mlle. Langes kammarjungfru                 | sopran      | Camille                                                       | Maud Kallenberg                                                     |
| Trénitz, dandy                                        | tenor       | Touzé                                                         | Olle Strandberg                                                     |
| Babet, Clairettes husa                                | sopran      | Pauline                                                       | Gurli Lemon-Bernhard                                                |
| Cydalise, fiskmånglerska                              | Savigny     | sopran                                                        | Astrid Ohlson                                                       |
| Guillaume, fiskmånglare                               | tenor       | Ometz                                                         | Georg Svensson                                                      |
| Buteaux, fiskmånglare                                 | bas         | Durieux                                                       | Gunnar Källsing                                                     |

## Handling

### Akt 1
Direktoriet Paris 1794; Skräckväldet är över, men Paris är fortfarande en farlig plats för motståndaren till regimen. Hjältinnan är en charmerande ung florist vid namn Clairette. Hon är dotter till Madame Angot, en före detta fiskmånglerska i Hallarna, som var ryktbar för sin skönhet, sina kärleksäventyr och sin vassa tunga. Hon dog när Clairette var tre år och flickan uppfostrades av flera adoptivföräldrar i Hallarna. Hon fick en bra utbildning på en fin skola.
Ett äktenskap med Pomponnet, en rar och vänlig perukmakare, har anordnats mot hennes vilja då hon är förälskad i Ange Pitou, en vacker poet och politisk aktivist, som ständigt befinner sig i konflikt med myndigheterna. Hans senaste sångtext "Jadis les rois" gör satir över relationen mellan Mlle. Lange – en aktris och älskarinna till Barras – och Barras påstådda vän Larivaudière. Den senare har betalat Pitou att dra tillbaka sången men Clairette får tag på den och för att undvika äktenskapet med Pomponnet sjunger hon den offentligt och arresteras enligt hennes önskan så att bröllopet måste skjutas upp.

### Akt 2
Lange kallar till sig flickan för att få veta anledningen till hennes attack. Han blir förvånad när han känner igen henne från skoltiden. Pomponnet protesterar ljudligt mot Clairettes oskuld och säger att Ange Pitou är författaren till texten. Lange känner redan till Pitou och är inte opåverkad av hans charm. Han har bjudits in och anländer medan Clairette är där och samtalet blir mer än hjärtligt. Den svartsjuke Larivaudière dyker upp. För att förklara sig säger Lange att Pitou och Clairette är fästfolk och har kommit till huset för att delta i ett möte med regimkritiska konspiratörer vid midnatt. Clairette upptäcker att hon inte har monopol på Pitous känslor och att han flirtar med Lange.
Konspiratörerna anländer i tid, men under mötet omringas huset av husarer; Lange gömmer konspiratörernas märke, en svart krage, och det hela framstår som en oförarglig bal. Husarerna deltar med glädje i dansen.

### Akt 3
För att hämnas bjuder Clairette in alla från Hallarna till en bal. Dit lurar hon Lange och Pitou genom att skriva var sitt falskt brev underskrivet av den andre. På balen är Pitou och Lange omaskerade. Larivaudière är rasande men inser att han måste tysta ner saken för att skona Barras från en skandal. Efter en livlig duett i vilken de två kvinnorna grälar, meddelar Clairette att hon föredrar den trogne Pomponnet framför den ombytlige Pitou. Pitou minns Madame Angots amorösa äventyr och förblir hoppfull att Clairette kommer ta efter modern och en dag bli intresserad av honom igen.

## Musiknummer
Akt 1
- Ouvertyr
- Kör och Scène – "Bras dessus, bras dessous"
- Couplets (Pomponnet) – "Aujourd'hui prenons bien garde"
- Entrée de la Mariée – "Beauté, grâce et décence"
- Romance (Clairette) – "Je vous dois tout"
- Légende de la Mère Angot – "Marchande de Marée"
- Rondeau (Ange Pitou) – "Très-jolie"
- Duo (Clairette och Pitou) – "Certainement j'aimais Clairette"
- Duo bouffe (Pitou och Larivaudière) – "Pour être fort on se rassemble"
- Final – "Eh quoi! c'est Larivaudière"
- Kör – "Tu l'as promis"
- Chanson Politique (Clairette) – "Jadis les rois"
- Strette – "Quoi, la laisserons nous prendre"

Akt 2
- Entr'acte
- Kör av Merveilleuses  – "Non, personne ne voudra croire"
- Couplets (Lange och kör) – "Les soldats d Augereau sont des hommes"
- Romance (Pomponnet) – "Elle est tellement innocente"
- Duo (Clairette och Lange) – "Jours fortunés"
- Couplets (Lange och Pitou) – "La République à maints défauts"
- Quintette (Clairette, Larivaudière, Lange, Pitou, Louchardj) – "Hein, quoi!"
- Kör av konspiratörer "Quand on conspire"
- Scène – "Ah! je te trouve"
- Valse – "Tournez, tournez, qu'a la valse"

Akt 3
- Entr'acte
- Kör – "Place, place."
- Couplets (Clairette) – "Vous aviez fait de la dépense"
- Sortie – "De la mère Angot"
- Duo des deux forts (Pomponnet och Larivaudière) – "Prenez donc garde !"
- Trio (Clairette, Pitou och Larivaudière) – "Je trouve mon futur"
- Duo des lettres (Lange och Pitou) – "Cher ennemi" – (Dear enemy)
- Couplets de la dispute (Clairette och Lange) och ensemble – "Ah! c'est donc toi"